# Guerra terrestre
Guerra terrestre en el siglo XXI engloba tres tipos diferentes de unidades diferentes de combate: Infantería, Fuerzas acorazadas y Artillería.

## Fuerzas terrestres
Las fuerzas terrestres incluyen al personal, a las plataforma de armas, vehículos, y a los elementos de apoyo que operan en tierra para cumplir las tareas y misiones asignadas.

## Infantería

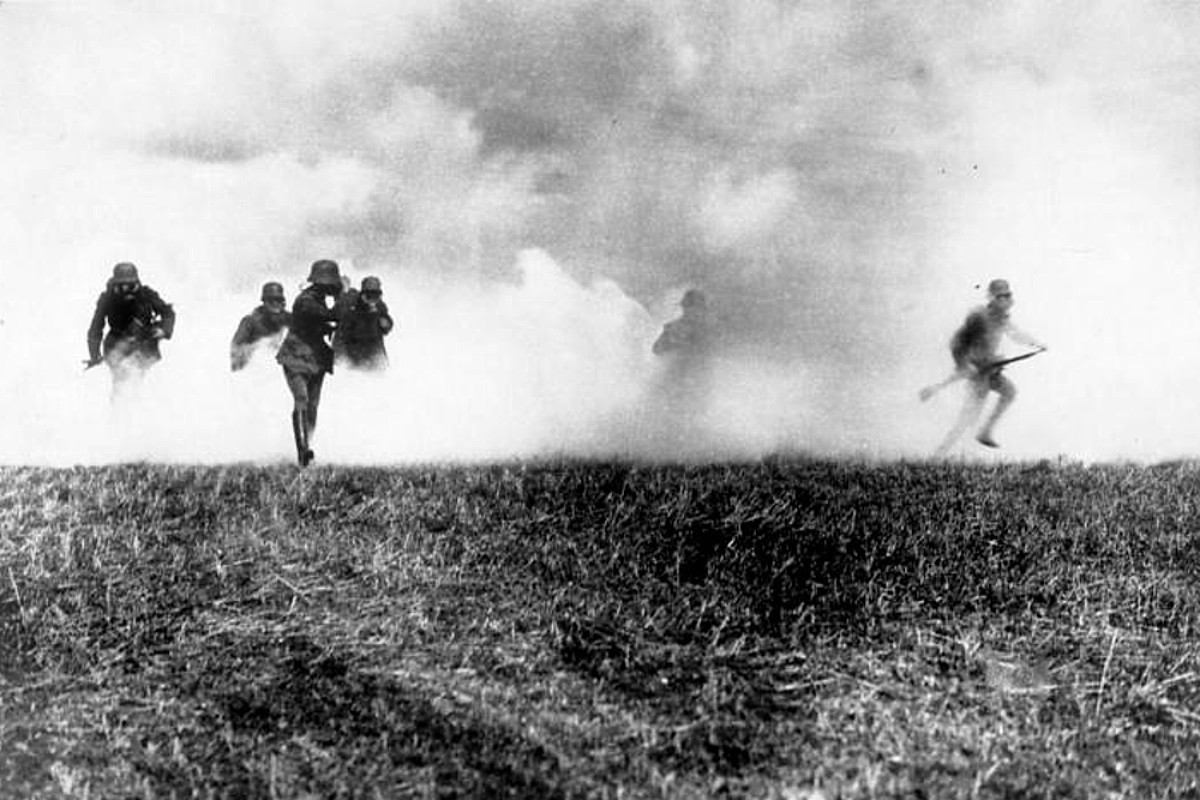
Sturmtruppen del ejército imperial alemán durante un combate en la Primera Guerra Mundial

La infantería está compuesta por soldados que luchan principalmente a pie, con armas pequeñas y en unidades militares organizadas, aunque pueden ser transportados al campo de batalla mediante caballos, barcos, automóviles, esquíes u otros medios. Sigue una lista del posible equipamiento que pueden llevar los soldados individualmente:
Soldado de asalto general (en algunos ejércitos «fusilero»)
Con este término designamos al soldado que lucha en el campo de batalla, el que participa directamente en el combate. Su misión es ganar territorio e intentar destruir o neutralizar a las fuerzas enemigas. Equipo:
- Un arma de fuego - comúnmente un Fusil de Asalto, un Fusil Automático o Semiautomático.
- Un arma de protección personal como una Pistola Semiautomática o un Cuchillo.
- Granadas
- Cualquier equipamiento específico para la batalla como un Transmisor de Radio, equipo de señales o unas esposas.

Médico de combate
El papel del médico consiste en asistir a los soldados heridos en el campo de batalla. A menudo lleva el símbolo de la Cruz Roja. Equipo:
- Equipamiento médico general (vendas, gasas, tijeras, fármacos etc.); equipo básico de cirugía (bisturís, puntos de sutura etc.); y equipo de reanimación (del que puede formar parte, por ejemplo, un desfibrilador).
- Un arma de fuego - comúnmente un Fusil de Asalto Automático, Semiautomático, un Fusil, o una Pistola.
- Algunas veces lleva un arma de protección personal.

Francotirador
El papel del francotirador es el de realizar reconocimientos en el campo de batalla, y realizar disparos de precisión a larga distancia (tales como los que se realizan sobre objetivos importantes - soldados enemigos particularmente eficientes, por ejemplo). Como parte de su cometido intentará permanecer inadvertido para el enemigo. Equipo:
- Un fusil de francotirador
- Equipo de reconocimiento - Prismáticos, una Mira Telescópica montada en su arma, o una cámara aérea montada en un Vehículo Aéreo No Tripulado o avión sin piloto (frecuentemente identificado por las siglas inglesas U.A.V.).
- Un arma de protección personal - normalmente una Pistola Semiautomática, para el combate a corta distancia.
- Ocasionalmente, los francotiradores llevan minas antipersonal, para colocarlas alrededor de su posición. Su finalidad consiste en impedir que los soldados enemigos se aproximen sigilosamente a la posición y ataquen al francotirador por sorpresa.

Ingeniero militar
El papel del ingeniero es doble: 1.º Mantener y reparar cualquier equipamiento usado en la batalla. 2.º Usar cualquier equipamiento de batalla. Equipo:
- Herramientas y equipamiento requerido para usar o mantener el equipo de uso militar (del que forman parte estructuras tales como puentes, maquinaria, protecciones fijas etc.).
- Un arma de fuego - normalmente un arma de corto alcance como una Carabina o una pistola semiautomática.
- Un arma de protección personal - normalmente un cuchillo o una pistola.

Especialista contracarro
El papel del Especialista Contracarro o Antitanque es el de perseguir y destruir a los tanques enemigos. Sus armas (como las Granadas Propulsadas o los cohetes) también se usan contra la infantería y las estructuras defensivas o de protección. Equipo:
- Alguna forma de Arma Antitanque - normalmente alguna forma de Granada Propulsada (RPG en inglés), Misil Antitanque, y un número variable de minas o granadas.
- Un arma de protección personal - normalmente una pequeña Arma Automática, pistola o fusil.

Piloto/conductor/capitán
El papel de este soldado (con rango de oficial) es el de dirigir y coordinar el control de los vehículos que se usan en la batalla (como Tanques y Aviones), y hacerlos actuar según las necesidades del combate. Equipo:
- Cualquier equipamiento necesario para controlar su vehículo o realizar reparaciones de emergencia en él - llaves para los vehículos, caja con herramientas de uso general etc.
- Un arma de emergencia para el caso de que llegara a encontrarse fuera del vehículo o que pudiera necesitarla - una Pistola Semiautomática, cuchillo o en algunos casos, un arma más grande, un Fusil.

Apoyo/ametrallador
El papel del ametrallador es el de hacer fuego de cobertura, y algunas veces el de suministrar munición a otros Ametralladores o servidores de armas automáticas. Equipo:
- Un fusil automático pesado - un 50" o un fusil de mayor calibre, con munición especial de gran potencia; fusil sin retroceso; fusil de asalto.
- Munición o suministros para aprovisionar a otros Ametralladores o servidores de armas automáticas.
- Un arma de protección personal de corto alcance, pistola o cuchillo.

Operaciones especiales
El papel del soldado de Operaciones Especiales es el de realizar cualquier tarea, que sea inusual o especializada, relativa a la guerra. Esto puede incluir cosas como: escolta de personas de relevancia en la organización militar VIP, destrucción de objetos o estructuras, infiltración en una base enemiga o destrucción de equipamiento enemigo. Equipo:
- Cualquier equipamiento específico para una misión específica, como explosivos, documentos o instrumentos para distraer la atención del enemigo (bengalas, granadas de humo).
- Un arma (o armas) - esto puede ser cualquier cosa, desde armas silenciosas como alambre para estrangular, dardos envenenados, tásers, inyecciones letales o cuchillos, hasta armas de fuego, como pistolas, revólveres y Carabinas.

## Fuerzas Acorazadas
El vehículo blindado de combate (identificado en la bibliografía especializada como AFV, por las siglas de su denominación inglesa) es un vehículo militar equipado con protección contra ataques hostiles de pequeño y mediano calibre, y equipado a menudo con armas. Muchos Vehículos de Combate están preparados para transitar por terrenos escarpados. Estos vehículos forman la principal fuerza de operación de cualquier ejército y son claves para el movimiento rápido y seguro. Aunque no siempre son de utilidad ya que en terrenos con difícil acceso son un estorbo más que una ventaja, esto se demostró en lugares como Guadalcanal o Vietnam donde fue la infantería o vehículos especializados los que tomaron la prioridad de avanzar y mover a las tropas.
Ejemplos de vehículos acorazados (un tipo común de vehículo de combate o AFV) son: El Tanque y el transporte blindado de personal (en la bibliografía especializada identificado como APC, por sus siglas en inglés).

## Artillería pesada
Históricamente, el término Artillería (del francés Artillerie) ha englobado cualquier tipo de artefacto utilizado para la descarga de proyectiles en combate. El término también abarca las tropas basadas en tierra con la función principal de manejar tales armas. Algunas veces se ha hecho referencia a la Artillería como "La Reina de la Batalla", dado su gran poder destructivo. El vocablo «artillería» deriva de un verbo del francés antiguo denominado "attilier", que significa «equipar». Como especialidad dentro de la Artillería cabe destacar la Artillería de Costa o Costera, que tradicionalmente defendió las áreas litorales de especial relevancia contra los ataques procedentes del mar. También se empleaba para controlar el paso de los barcos por Estrechos y otros pasos marítimos de importancia estratégica, usando su capacidad destructiva para disuadir a las unidades navales de cruzar sus campos de tiro, tendidos sobre los puntos de cruce. Dentro del ámbito de la Artillería destaca la Artillería de Campaña o de campo, basada en tierra. Con la llegada del poder aéreo (aviones de combate de alto poder destructivo, sobre todo los bombarderos tácticos y estratégicos) al comienzo del siglo XX (Primera Guerra Mundial 1914-1918), la artillería también desarrolló armas antiaéreas basadas en tierra (Artillería Antiaérea).

## Armas combinadas
Armas combinadas es una aproximación a la guerra que busca integrar las diferentes armas de un ejército para conseguir efectos mutuamente complementarios, tales como, la artillería autopropulsada, infantería mecanizada,etc.